# 阿尤恩-薩基亞-阿姆拉大區
阿尤恩-薩基亞-阿姆拉大區（阿拉伯语：‎）是摩洛哥的一個大區，位於該國中南部，首府設於阿尤恩，始建於2015年9月，大部分位於領土爭議的西撒哈拉，面積140,018平方公里，2014年人口367,758，人口密度每平方公里3人。